# 2009年阿富汗总统选举
2009年阿富汗總統選舉定於2009年8月20日舉行，是阿富汗第二次民主選舉。
上一次是2004年10月9日舉行，卡爾扎伊當選，任期五年至2009年10月。塔利班領袖歐瑪曾於2008年12月要求民眾杯葛選舉。2009年3月11日，北大西洋公約組織宣佈，有一千五百六十多萬選民登記，約佔阿富汗人口一半，當中百分之35至38是女性。
獨立選舉委員會原本建議，安排總統選舉跟2010年國會選舉一併舉行，以節省開支，遭到國內政治人物抗議。

## 參選人
是次選舉一共有44位參選人，包括：
- Abdul Ghafoor Zahori
- Abdul Haseb Aryan
- Abdul Jabbar Sabith
- Abdul Latif Pedram
- Abdul Majsid Samim
- Abdul Qader Imami Ghori
- Abdul Salam "Rocketi"
- Akbar Bai
- Akbar Orya
- Ashraf Ghani，艾什勒弗·贾尼，阿富汗政府实效机构（ISE）主席，前任财政部长。
- Bashir Bezan
- Baz Mohammad Kofi
- Bismillah Sher
- Dr Abdullah Abdullah，阿卜杜拉·阿卜杜拉，最大反對黨民主陣線代表。
- Dr Daoud Merakai
- Dr Frozan Fana，弗罗申·法娜，她曾先后在喀布尔理工学院门诊部、瓦尔兹·阿巴克·汗医院的创伤与整形科担任医生职务，后来，她担任了阿富汗一家非政府组织——发展与医疗救助机构的一名顾问。
- Dr Gholam Faroq Najrabi
- Dr Habib Mangal
- Dr Mohammad Nasir Anis
- Gul Ahmad Yama
- Haji Rahim Jan Sherzad
- Hamid Karzai，卡爾扎伊，現任總統。
- Hashim Tawfiqy
- Hassan Ali Sultani
- Hedayat Amin Arsala
- Mahboobullah Koshani
- Mirwais Yasini，阿富汗人民院第一副發言人，生於1962年，其父是伊斯蘭有名的學者兼律師，他精通普什圖語、達利語、阿拉伯語、烏爾都語及英語。
- Mohammad Hakim Torsan
- Mohammad Sarwar Ahmadzai，艾哈邁迪扎伊，國際關係及法學學者。
- Mohammad Sayed Hashimi
- Mohammad Yasin Safi
- Molah Ghulam Mohammad
- Motasembellah Mazhabi
- Moyenudin Olfaty
- Nasrullah Baryalai Arsala，阿薩賴，賈拉拉巴德族長。
- Ramazan Bashardost，拉马赞·巴沙里德斯特博士，阿富汗的前规划部部长, 目前是阿富汗国家议会的一名议员。
- Sangeen Mohammad Rahmani
- Sayed Jafar Opyani
- Sayed Jalal Karim
- Shah Mahmood Popal
- Shahla Ata，阿塔，國會女議員。
- Shahnawaz Tanai
- Zabihullah Ghazi Noristani，阿富汗正義及發展黨領袖，曾於1980年11月，寄血書予聯合國大會，說服65名國家領導人，包括前美國總統列根及卡特，譴責蘇聯軍隊直接襲擊阿富汗平民。
- Ziaulhaq Hafzi

## 選舉日期爭議
根據阿富汗的憲法，總統大選須在現任總統離任前三十日至六十日期間進行。卡爾扎伊任期原於2009年5月22日完結，他建議把選舉提前到4月21日舉行，但國際社會認為4月舉行大選過於倉促。美國及部分國家對8月舉行大選表示支持，並表示屆時會派一萬七千名外國軍隊到阿富汗，負責大選的保安事宜，防範塔利班發動襲擊。獨立選舉委員會表示，諮詢過國民及駐阿富汗國際維和部隊（ISAF）的意見，決定於8月20日進行大選。
阿富汗最高法院裁定，將卡爾扎伊的任期延長至2009年10月。他的競選對手批評裁決違憲，並指裁決容許卡爾扎伊濫用職權，確保自己獲得連任。

## 選務爭議
2009年10月19日，獲得聯合國支持的阿富汗選務申訴委員會（Afghanistan's Electoral Complaints Commission；簡稱ECC）公布本次總統大選舞弊調查報告，指稱全國210個投票站都有明顯舞弊事實；超過500萬張選票中，130萬張被裁定為廢票；卡爾扎伊得票率從55%降為48.3%，阿卜杜拉得票率從27.8%增為31.5%。
2009年11月1日，因擔心選舉公正性無法保障，阿卜杜拉宣稱將退出定於2009年11月7日舉行的本次總統大選第二輪投票。